# Deuxième district congressionnel du New Jersey
Le 2e district congressionnel du New Jersey, basé dans le sud du New Jersey, est représenté par le Républicain Jeff Van Drew. Il a été élu pour le parti Démocrate pour la première fois en 2018, mais a annoncé le 19 décembre 2019 qu'il changerait de parti. Le district, qui est géographiquement le plus grand du New Jersey, est un siège à tendance républicaine qui s'est déplacé vers la droite depuis la fin des années 2010.

## Démographie
Selon les outils de profil des électeurs de l'APM Research Lab (présentant l'American Community Survey 2019 du US Census Bureau), le district comptait environ 528 000 électeurs potentiels (citoyens âgés de 18 ans et plus). Parmi eux, 72 % sont blancs, 13 % noirs et 11 % latinos. Les immigrants représentent 7 % des électeurs potentiels de la circonscription. Le revenu médian des ménages (comportant un ou plusieurs électeurs potentiels) du district est d'environ 68 127 dollars, tandis que 9 % des ménages vivent en dessous du seuil de pauvreté. En ce qui concerne le niveau de scolarité des électeurs potentiels de la circonscription, 10 % des 25 ans et plus n'ont pas obtenu de diplôme d'études secondaires, tandis que 27 % sont titulaires d'un baccalauréat ou d'un diplôme supérieur.

## Comtés et municipalités dans le district
Pour le 118e Congrès et les congrès successifs (basés sur le redécoupage à la suite du recensement de 2020), le district contient tout ou partie de six comtés et 93 municipalités.

### Comté d'Atlantic(23)
Les 23 municipalités

### Comté de Cape May(16)
Les 16 municipalités

### Comté de Cumberland(14)
Les 14 municipalités

### Comté de Gloucester(11)
Clayton, East Greenwich Township (en partie ; également dans le 1er), Elk Township, Franklin Township, Greenwich Township, Harrison Township, Logan Township, Newfield, South Harrison Township, Swedesboro, Woolwich Township.

### Comté d'Océan(14)
Barnegat, Barnegat Light, Beach Haven, Berkeley Township (en partie ; également dans le 4e), Eagleswood, Harvey Cedars, Lacey (en partie ; également dans le 4e), Little Egg Harbor Township, Long Beach Township, Ocean Township, Ship Bottom, Stafford Township, Surf City, Tuckerton.

### Comté de Salem(15)
Les 15 municipalités

## Historique de vote
| Année | Poste      | Résultats                   |
| ----- | ---------- | --------------------------- |
| 2016  | Président  | Trump 51,9 % - 44,8 %       |
| 2017  | Gouverneur | Murphy 49,1 % - 48,4 %      |
| 2018  | Sénateur   | Hugin 54,5 % - 41,9 %       |
| 2020  | Président  | Trump 51,8 % - 46,8 %       |
| 2020  | Sénateur   | Rik Mehta 51,0 % - 46,8 %   |
| 2021  | Gouverneur | Ciattarelli 60,0 % - 39,2 % |

### Résultats selon les anciennes frontières[2]
| Année | Poste      | Résultats                   |
| ----- | ---------- | --------------------------- |
| 1992  | Président  | Trump 51,9 % - 44,8 %       |
| 1996  | Président  | Murphy 49,1 % - 48,4 %      |
| 2000  | Président  | Hugin 54,5 % - 41,9 %       |
| 2004  | Président  | Trump 51,8 % - 46,8 %       |
| 2008  | Président  | Rik Mehta 51,0 % - 46,8 %   |
| 2012  | Président  | Ciattarelli 60,0 % - 39,2 % |
| 2016  | Président  | Trump 50,6 % – 46,0 %       |
| 2017  | Gouverneur | Murphy 49,7 % - 47,6 %      |
| 2020  | Président  | Trump 50,8 % – 47,9 %       |
| 2020  | Sénateur   | Rik Mehta 49,9 % - 47,8 %   |
| 2021  | Gouverneur | Ciattarelli 58,0 % - 40,2 % |

## Liste des Représentants du district
District créé en 1799.

### 1799 - 1801: Un siège
| Membre         | Parti                 | Années                    | Congrès | Histoire électorale   | Zone géographique |
| -------------- | --------------------- | ------------------------- | ------- | --------------------- | ----------------- |
| Aaron Kitchell | Républicain-Démocrate | 4 mars 1799 - 3 mars 1801 | 6e      | Élu en 1798. Retrait. | Morris et Sussex  |

Passage au district at-large en 1801

### 1813 - 1815: Deux sièges
Pour le 13e Congrès, élu en 1813, deux sièges ont été découpés, élu at-large sur un seul bulletin de vote
| Années                    | Congrès |                      | Siège A     | Siège A               | Siège A               |             | Siège B               | Siège B                                    | Siège B |  | Zone géographique |
| Années                    | Congrès | Membre               | Parti       | Histoire électorale   | Membre                | Parti       | Histoire électorale   |                                            |         |  | Zone géographique |
| 4 mars 1813 - 3 mars 1815 | 13e     | James Schureman (en) | Fédéraliste | Élu en 1813. Retrait. | Richard Stockton (en) | Fédéraliste | Élu en 1813. Retrait. | Hunterdon, Middlesex, Monmouth et Somerset |         |  |                   |

Le district est fusionné en un district at-large en 1815.

### 1843 - Présent: Un siège
| Membre                           | Parti                 | Années                             | Congrès     | Histoire électorale | Zone géographique                                                                                         |
| -------------------------------- | --------------------- | ---------------------------------- | ----------- | --- | --- |
| District rétablit le 4 mars 1843 |                       |                                    |             | | |
| George Sykes (en)                | Démocrate             | 4 mars 1843 - 3 mars 1845          | 28e         | Élu en 1842. Retrait. | 1843–1845 Burlington, Mercer et Monmouth                                                                  |
| Samuel G. Wright (en)            | Whig                  | 4 mars 1845 - 30 juillet 1845      | 29e         | Élu en 1844. Décès. | 1845–1847 Burlington et Monmouth                                                                          |
| Vacant                           | Vacant                | 30 juillet 1845 - 4 novembre 1845  | 29e         | | 1845–1847 Burlington et Monmouth                                                                          |
| George Sykes (en)                | Démocrate             | 4 novembre 1845 - 3 mars 1847      | 29e         | Élu pour terminer le mandat de Wright. Retrait. | 1845–1847 Burlington et Monmouth                                                                          |
| William A. Newell (en)           | Whig                  | 4 mars 1847 - 3 mars 1851          | 30e , 31e   | Élu en 1846. Réélu en 1848. Retrait. | 1847–1851 Burlington, Mercer et Monmouth                                                                  |
| Charles Skelton (en)             | Démocrate             | 4 mars 1851 - 3 mars 1855          | 32e , 33e   | Élu en 1850. Réélu en 1852. Retrait. | 1851–1873 Burlington, Mercer, Monmouth et Ocean                                                           |
| George R. Robbins (en)           | Opposition Party (en) | 4 mars 1855 - 3 mars 1857          | 34e , 35e   | Élu en 1854. Réélu en 1856. Retrait. | 1851–1873 Burlington, Mercer, Monmouth et Ocean                                                           |
| George R. Robbins (en)           | Républicain           | 4 mars 1857 - 3 mars 1859          | 34e , 35e   | Élu en 1854. Réélu en 1856. Retrait. | 1851–1873 Burlington, Mercer, Monmouth et Ocean                                                           |
| John L.N. Stratton (en)          | Républicain           | 4 mars 1859 - 3 mars 1863          | 36e , 37e   | Élu en 1858. Réélu en 1860. Retrait. | 1851–1873 Burlington, Mercer, Monmouth et Ocean                                                           |
| George Middleton (en)            | Démocrate             | 4 mars 1863 - 3 mars 1865          | 38e         | Élu en 1862. Perd sa réélection. | 1851–1873 Burlington, Mercer, Monmouth et Ocean                                                           |
| William A. Newell (en)           | Républicain           | 4 mars 1865 - 3 mars 1867          | 39e         | Élu en 1864. Perd sa réélection. | 1851–1873 Burlington, Mercer, Monmouth et Ocean                                                           |
| Charles Haight                   | Démocrate             | 4 mars 1867 - 3 mars 1871          | 40e , 41e   | Élu en 1866. Réélu en 1868. Retrait. | 1851–1873 Burlington, Mercer, Monmouth et Ocean                                                           |
| Samuel C. Forker (en)            | Démocrate             | 4 mars 1871 - 3 mars 1873          | 42e         | Élu en 1870. Perd sa réélection. | 1851–1873 Burlington, Mercer, Monmouth et Ocean                                                           |
| Samuel A. Dobbins (en)           | Républicain           | 4 mars 1873 - 3 mars 1877          | 43e , 44e   | Élu en 1872. Réélu en 1874. Retrait. | 1873–1903 Atlantic, Burlington, Mercer et Ocean                                                           |
| John H. Pugh (en)                | Républicain           | 4 mars 1877 - 3 mars 1879          | 45e         | Élu en 1876. Perd sa réélection. | 1873–1903 Atlantic, Burlington, Mercer et Ocean                                                           |
| Hezekiah Bradley Smith           | Démocrate             | 4 mars 1879 - 3 mars 1881          | 46e         | Élu en 1878. Perd sa réélection. | 1873–1903 Atlantic, Burlington, Mercer et Ocean                                                           |
| J. Hart Brewer (en)              | Républicain           | 4 mars 1881 - 3 mars 1885          | 47e , 48e   | Élu en 1880. Réélu en 1882. Retrait. | 1873–1903 Atlantic, Burlington, Mercer et Ocean                                                           |
| James Buchanan (en)              | Républicain           | 4 mars 1885 - 3 mars 1893          | 49e - 52e   | Élu en 1884. Réélu en 1886. Réélu en 1888. Réélu en 1890. Retrait. | 1873–1903 Atlantic, Burlington, Mercer et Ocean                                                           |
| John J. Gardner (en)             | Républicain           | 4 mars 1893 - 3 mars 1913          | 53e - 62e   | Élu en 1892. Réélu en 1894. Réélu en 1896. Réélu en 1898. Réélu en 1900. Réélu en 1902. Réélu en 1904. Réélu en 1906. Réélu en 1908. Réélu en 1910. Perd sa réélection.                    | 1873–1903 Atlantic, Burlington, Mercer et Ocean                                                           |
| John J. Gardner (en)             | Républicain           | 4 mars 1893 - 3 mars 1913          | 53e - 62e   | Élu en 1892. Réélu en 1894. Réélu en 1896. Réélu en 1898. Réélu en 1900. Réélu en 1902. Réélu en 1904. Réélu en 1906. Réélu en 1908. Réélu en 1910. Perd sa réélection.                    | 1903–1933 Atlantic, Burlington, Cape May et Cumberland                                                    |
| J. Thompson Baker (en)           | Démocrate             | 4 mars 1913 - 3 mars 1915          | 63e         | Élu en 1912. Perd sa réélection. | |
| Isaac Bacharach (en)             | Républicain           | 4 mars 1915 - 3 janvier 1937       | 64e - 74e   | Élu en 1914. Réélu en 1916. Réélu en 1918. Réélu en 1920. Réélu en 1922. Réélu en 1924. Réélu en 1926. Réélu en 1928. Réélu en 1930. Réélu en 1932. Réélu en 1934. Perd sa réélection.     | |
| Isaac Bacharach (en)             | Républicain           | 4 mars 1915 - 3 janvier 1937       | 64e - 74e   | Élu en 1914. Réélu en 1916. Réélu en 1918. Réélu en 1920. Réélu en 1922. Réélu en 1924. Réélu en 1926. Réélu en 1928. Réélu en 1930. Réélu en 1932. Réélu en 1934. Perd sa réélection.     | 1933–1967 Atlantic, Cape May et Cumberland                                                                |
| Elmer H. Wene (en)               | Démocrate             | 3 janvier 1937 - 3 janvier 1939    | 75e         | Élu en 1936. Perd sa réélection. | |
| Walter S. Jeffries (en)          | Républicain           | 3 janvier 1939 - 3 janvier 1941    | 76e         | Élu en 1938. Perd sa réélection. | |
| Elmer H. Wene (en)               | Démocrate             | 3 janvier 1941 - 3 janvier 1945    | 77e , 78e   | Élu en 1940. Réélu en 1942. Retrait pour se présenter comme Sénateur des États-Unis. | |
| T. Millet Hand (en)              | Républicain           | 3 janvier 1945 - 26 décembre 1956  | 79e - 84e   | Élu en 1944. Réélu en 1946. Réélu en 1948. Réélu en 1950. Réélu en 1952. Réélu en 1954. Décès.                                                                                             | |
| Vacant                           | Vacant                | 26 décembre 1956 - 5 novembre 1957 | 84e , 85e   | | |
| Milton W. Glenn (en)             | Républicain           | 5 novembre 1957 - 3 janvier 1965   | 85e - 88e   | Élu pour terminer le mandat de Hand. Réélu pour un mandat complet. Réélu en 1958. Réélu en 1960. Réélu en 1962. Perd sa rééleciton.                                                        | |
| Thomas C. McGrath Jr. (en)       | Démocrate             | 3 janvier 1965 - 3 janvier 1967    | 89e         | Élu en 1964. Perd sa réélection. | |
| Charles W. Sandman Jr.           | Républicain           | 3 janvier 1967 - 3 janvier 1975    | 90e - 93e   | Élu en 1966. Réélu en 1968. Réélu en 1970. Réélu en 1972. Perd sa réélection. | 1967–1969 Atlantic, Cape May, Cumberland et Salem                                                         |
| Charles W. Sandman Jr.           | Républicain           | 3 janvier 1967 - 3 janvier 1975    | 90e - 93e   | Élu en 1966. Réélu en 1968. Réélu en 1970. Réélu en 1972. Perd sa réélection. | 1969–1973                                                                                                 |
| Charles W. Sandman Jr.           | Républicain           | 3 janvier 1967 - 3 janvier 1975    | 90e - 93e   | Élu en 1966. Réélu en 1968. Réélu en 1970. Réélu en 1972. Perd sa réélection. | 1971–1983 Atlantic, Cape May, Cumberland, Salem et des parties de Burlington et Ocean                     |
| William J. Hughes                | Démocrate             | 3 janvier 1975 - 3 janvier 1995    | 94e - 103e  | Élu en 1974. Réélu en 1976. Réélu en 1978. Réélu en 1980. Réélu en 1982. Réélu en 1984. Réélu en 1986. Réélu en 1988. Réélu en 1990. Réélu en 1992. Retrait.                               | |
| William J. Hughes                | Démocrate             | 3 janvier 1975 - 3 janvier 1995    | 94e - 103e  | Élu en 1974. Réélu en 1976. Réélu en 1978. Réélu en 1980. Réélu en 1982. Réélu en 1984. Réélu en 1986. Réélu en 1988. Réélu en 1990. Réélu en 1992. Retrait.                               | 1983–1985: Atlantic, Cape May, Cumberland, Salem et des parties de Burlington et Ocean                    |
| William J. Hughes                | Démocrate             | 3 janvier 1975 - 3 janvier 1995    | 94e - 103e  | Élu en 1974. Réélu en 1976. Réélu en 1978. Réélu en 1980. Réélu en 1982. Réélu en 1984. Réélu en 1986. Réélu en 1988. Réélu en 1990. Réélu en 1992. Retrait.                               | 1985–1993 Atlantic, Cape May, Cumberland, Salem et des parties de Gloucester                              |
| William J. Hughes                | Démocrate             | 3 janvier 1975 - 3 janvier 1995    | 94e - 103e  | Élu en 1974. Réélu en 1976. Réélu en 1978. Réélu en 1980. Réélu en 1982. Réélu en 1984. Réélu en 1986. Réélu en 1988. Réélu en 1990. Réélu en 1992. Retrait.                               | 1993–2003 Atlantic, Cape May, Cumberland, Salem et des parties de Gloucester                              |
| Frank LoBiondo                   | Républicain           | 3 janvier 1995 - 3 janvier 2019    | 104e - 115e | Élu en 1994. Réélu en 1996. Réélu en 1998. Réélu en 2000. Réélu en 2002. Réélu en 2004. Réélu en 2006. Réélu en 2008. Réélu en 2010. Réélu en 2012. Réélu en 2014. Réélu en 2016. Retrait. | |
| Frank LoBiondo                   | Républicain           | 3 janvier 1995 - 3 janvier 2019    | 104e - 115e | Élu en 1994. Réélu en 1996. Réélu en 1998. Réélu en 2000. Réélu en 2002. Réélu en 2004. Réélu en 2006. Réélu en 2008. Réélu en 2010. Réélu en 2012. Réélu en 2014. Réélu en 2016. Retrait. | 2003–2013 Atlantic, Cape May, Cumberland, Salem et des parties de Burlington, Camden et Gloucester        |
| Frank LoBiondo                   | Républicain           | 3 janvier 1995 - 3 janvier 2019    | 104e - 115e | Élu en 1994. Réélu en 1996. Réélu en 1998. Réélu en 2000. Réélu en 2002. Réélu en 2004. Réélu en 2006. Réélu en 2008. Réélu en 2010. Réélu en 2012. Réélu en 2014. Réélu en 2016. Retrait. | 2013–2023 Atlantic, Cape May, Cumberland, Salem et des parties de Burlington, Camden, Gloucester et Ocean |
| Jeff Van Drew                    | Démocrate             | 3 janvier 2019 - 7 janvier 2020    | 116e - 118e | Élu en 2018. Réélu en 2020. Réélu en 2022. | |
| Jeff Van Drew                    | Républicain           | 7 janvier 2020 - Présent           | 116e - 118e | Élu en 2018. Réélu en 2020. Réélu en 2022. | |
| Jeff Van Drew                    | Républicain           | 7 janvier 2020 - Présent           | 116e - 118e | Élu en 2018. Réélu en 2020. Réélu en 2022. | 2023–Présent Atlantic, Cape May, Cumberland, Salem et des parties de Gloucester et Ocean                  |

## Résultats des récentes élections
Voici les résultats des dix précédents cycles électoraux dans le district,,,,,,,,,,

### 2004
| Élection de 2004 du 2e district congressionnel du New Jersey | Élection de 2004 du 2e district congressionnel du New Jersey | Élection de 2004 du 2e district congressionnel du New Jersey | Élection de 2004 du 2e district congressionnel du New Jersey | Élection de 2004 du 2e district congressionnel du New Jersey |
| ------------------------------------------------------------ | ------------------------------------------------------------ | ------------------------------------------------------------ | ------------------------------------------------------------ | ------------------------------------------------------------ |
| Parti                                                        | Parti                                                        | Candidat                                                     | Votes                                                        | %                                                            |
|                                                              | Républicain                                                  | Frank LoBiondo (sortant)                                     | 172 779                                                      | 65,1                                                         |
|                                                              | Démocrate                                                    | Timothy J. Robb                                              | 86 792                                                       | 32,7                                                         |
|                                                              | Indépendant                                                  | Michael J. Matthews, Jr.                                     | 1 767                                                        | 0,7                                                          |
|                                                              | Indépendant                                                  | Willie Norwood                                               | 1 992                                                        | 0,8                                                          |
|                                                              | Indépendant                                                  | Jose David Alcantara                                         | 1 516                                                        | 0,6                                                          |
|                                                              | Indépendant                                                  | Constantino Rozzo                                            | 595                                                          | 0,2                                                          |
| Total des votes                                              | Total des votes                                              | Total des votes                                              | 265 441                                                      | 100 %                                                        |
|                                                              | Les Républicains conservent                                  |                                                              |                                                              |                                                              |

### 2006
| Élection de 2006 du 2e district congressionnel du New Jersey | Élection de 2006 du 2e district congressionnel du New Jersey | Élection de 2006 du 2e district congressionnel du New Jersey | Élection de 2006 du 2e district congressionnel du New Jersey | Élection de 2006 du 2e district congressionnel du New Jersey |
| ------------------------------------------------------------ | ------------------------------------------------------------ | ------------------------------------------------------------ | ------------------------------------------------------------ | ------------------------------------------------------------ |
| Parti                                                        | Parti                                                        | Candidat                                                     | Votes                                                        | %                                                            |
|                                                              | Républicain                                                  | Frank LoBiondo (sortant)                                     | 111 245                                                      | 61,6                                                         |
|                                                              | Démocrate                                                    | Viola Thomas-Hughes                                          | 64 277                                                       | 35,6                                                         |
|                                                              | Indépendant                                                  | Robert E. Mullock                                            | 3 071                                                        | 1,7                                                          |
|                                                              | Indépendant                                                  | Lynn Merle                                                   | 992                                                          | 0,5                                                          |
|                                                              | Indépendant                                                  | Thomas Fanslau                                               | 603                                                          | 0,3                                                          |
|                                                              | Indépendant                                                  | Willie Norwood                                               | 385                                                          | 0,2                                                          |
| Total des votes                                              | Total des votes                                              | Total des votes                                              | 180 573                                                      | 100 %                                                        |
|                                                              | Les Républicains conservent                                  |                                                              |                                                              |                                                              |

### 2008
| Élection de 2008 du 2e district congressionnel du New Jersey | Élection de 2008 du 2e district congressionnel du New Jersey | Élection de 2008 du 2e district congressionnel du New Jersey | Élection de 2008 du 2e district congressionnel du New Jersey | Élection de 2008 du 2e district congressionnel du New Jersey |
| ------------------------------------------------------------ | ------------------------------------------------------------ | ------------------------------------------------------------ | ------------------------------------------------------------ | ------------------------------------------------------------ |
| Parti                                                        | Parti                                                        | Candidat                                                     | Votes                                                        | %                                                            |
|                                                              | Républicain                                                  | Frank LoBiondo (sortant)                                     | 167 701                                                      | 59,1                                                         |
|                                                              | Démocrate                                                    | David Kurkowski                                              | 110 990                                                      | 39,1                                                         |
|                                                              | Vert                                                         | Jason M. Grover                                              | 1 763                                                        | 0,6                                                          |
|                                                              | Constitution                                                 | Peter F. Boyce                                               | 1 551                                                        | 0,5                                                          |
|                                                              | Indépendant                                                  | Gary Stein                                                   | 1 312                                                        | 0,5                                                          |
|                                                              | Indépendant                                                  | Costantino Rozzo                                             | 648                                                          | 0,2                                                          |
| Total des votes                                              | Total des votes                                              | Total des votes                                              | 283 965                                                      | 100 %                                                        |
|                                                              | Les Républicains conservent                                  |                                                              |                                                              |                                                              |

### 2010
| Élection de 2010 du 2e district congressionnel du New Jersey | Élection de 2010 du 2e district congressionnel du New Jersey | Élection de 2010 du 2e district congressionnel du New Jersey | Élection de 2010 du 2e district congressionnel du New Jersey | Élection de 2010 du 2e district congressionnel du New Jersey |
| ------------------------------------------------------------ | ------------------------------------------------------------ | ------------------------------------------------------------ | ------------------------------------------------------------ | ------------------------------------------------------------ |
| Parti                                                        | Parti                                                        | Candidat                                                     | Votes                                                        | %                                                            |
|                                                              | Républicain                                                  | Frank LoBiondo (sortant)                                     | 109 460                                                      | 65,5                                                         |
|                                                              | Démocrate                                                    | Gary Stein                                                   | 51 690                                                       | 30,9                                                         |
|                                                              | Constitution                                                 | Peter F. Boyce                                               | 4 120                                                        | 2,5                                                          |
|                                                              | Indépendant                                                  | Mark Lovett                                                  | 1 123                                                        | 0,7                                                          |
|                                                              | Indépendant                                                  | Vitov Valdes-Munoz                                           | 727                                                          | 727                                                          |
| Total des votes                                              | Total des votes                                              | Total des votes                                              | 167 120                                                      | 100 %                                                        |
|                                                              | Les Républicains conservent                                  |                                                              |                                                              |                                                              |

### 2012
| Élection de 2012 du 2e district congressionnel du New Jersey | Élection de 2012 du 2e district congressionnel du New Jersey | Élection de 2012 du 2e district congressionnel du New Jersey | Élection de 2012 du 2e district congressionnel du New Jersey | Élection de 2012 du 2e district congressionnel du New Jersey |
| ------------------------------------------------------------ | ------------------------------------------------------------ | ------------------------------------------------------------ | ------------------------------------------------------------ | ------------------------------------------------------------ |
| Parti                                                        | Parti                                                        | Candidat                                                     | Votes                                                        | %                                                            |
|                                                              | Républicain                                                  | Frank LoBiondo (sortant)                                     | 166 677                                                      | 57,7                                                         |
|                                                              | Démocrate                                                    | Cassandra Shober                                             | 116 462                                                      | 40,3                                                         |
|                                                              | Libertarien                                                  | John Ordille                                                 | 2 699                                                        | 0,9                                                          |
|                                                              | Indépendant                                                  | David Bowen Sr.                                              | 1 010                                                        | 0,3                                                          |
|                                                              | Indépendant                                                  | Charles Lukens                                               | 1 329                                                        | 0,5                                                          |
|                                                              | Indépendant                                                  | Frank Faralli Jr.                                            | 892                                                          | 0,3                                                          |
| Total des votes                                              | Total des votes                                              | Total des votes                                              | 289 069                                                      | 100 %                                                        |
|                                                              | Les Républicains conservent                                  |                                                              |                                                              |                                                              |

### 2014
| Élection de 2014 du 2e district congressionnel du New Jersey | Élection de 2014 du 2e district congressionnel du New Jersey | Élection de 2014 du 2e district congressionnel du New Jersey | Élection de 2014 du 2e district congressionnel du New Jersey | Élection de 2014 du 2e district congressionnel du New Jersey |
| ------------------------------------------------------------ | ------------------------------------------------------------ | ------------------------------------------------------------ | ------------------------------------------------------------ | ------------------------------------------------------------ |
| Parti                                                        | Parti                                                        | Candidat                                                     | Votes                                                        | %                                                            |
|                                                              | Républicain                                                  | Frank LoBiondo (sortant)                                     | 108 875                                                      | 61,5                                                         |
|                                                              | Démocrate                                                    | Bill Hughes, Jr.                                             | 66 026                                                       | 37,3                                                         |
|                                                              | Indépendant                                                  | Alexander Spano                                              | 663                                                          | 0,4                                                          |
|                                                              | Indépendant                                                  | Gary Stein                                                   | 612                                                          | 0,3                                                          |
|                                                              | Indépendant                                                  | Costantino Rozzo                                             | 501                                                          | 0,3                                                          |
|                                                              | Indépendant                                                  | Bayode Olabisi                                               | 471                                                          | 0,3                                                          |
| Total des votes                                              | Total des votes                                              | Total des votes                                              | 177 148                                                      | 100 %                                                        |
|                                                              | Les Républicains conservent                                  |                                                              |                                                              |                                                              |

### 2016
| Élection de 2016 du 2e district congressionnel du New Jersey | Élection de 2016 du 2e district congressionnel du New Jersey | Élection de 2016 du 2e district congressionnel du New Jersey | Élection de 2016 du 2e district congressionnel du New Jersey | Élection de 2016 du 2e district congressionnel du New Jersey |
| ------------------------------------------------------------ | ------------------------------------------------------------ | ------------------------------------------------------------ | ------------------------------------------------------------ | ------------------------------------------------------------ |
| Parti                                                        | Parti                                                        | Candidat                                                     | Votes                                                        | %                                                            |
|                                                              | Républicain                                                  | Frank LoBiondo (sortant)                                     | 176 338                                                      | 59,2                                                         |
|                                                              | Démocrate                                                    | David Cole                                                   | 110 838                                                      | 37,2                                                         |
|                                                              | Libertarien                                                  | John Ordille                                                 | 3 773                                                        | 1,3                                                          |
|                                                              | Indépendant                                                  | James Keenan                                                 | 2 653                                                        | 0,9                                                          |
|                                                              | Indépendant                                                  | Steven Fenichel                                              | 1 574                                                        | 0,5                                                          |
|                                                              | Indépendant                                                  | Eric Beechwood                                               | 1 387                                                        | 0,5                                                          |
|                                                              | Indépendant                                                  | Gabriel Brian Franco                                         | 1 232                                                        | 0,4                                                          |
| Total des votes                                              | Total des votes                                              | Total des votes                                              | 297 795                                                      | 100 %                                                        |
|                                                              | Les Républicains conservent                                  |                                                              |                                                              |                                                              |

### 2018
| Élection de 2018 du 2e district congressionnel du New Jersey | Élection de 2018 du 2e district congressionnel du New Jersey | Élection de 2018 du 2e district congressionnel du New Jersey | Élection de 2018 du 2e district congressionnel du New Jersey | Élection de 2018 du 2e district congressionnel du New Jersey |
| ------------------------------------------------------------ | ------------------------------------------------------------ | ------------------------------------------------------------ | ------------------------------------------------------------ | ------------------------------------------------------------ |
| Parti                                                        | Parti                                                        | Candidat                                                     | Votes                                                        | %                                                            |
|                                                              | Démocrate                                                    | Jeff Van Drew                                                | 136 685                                                      | 52,9                                                         |
|                                                              | Républicain                                                  | Seth Grossman                                                | 116 866                                                      | 45,2                                                         |
|                                                              | Libertarien                                                  | John Ordille                                                 | 1 726                                                        | 0,7                                                          |
|                                                              | Indépendant                                                  | Steven Fenichel                                              | 1 154                                                        | 0,4                                                          |
|                                                              | Indépendant                                                  | Anthony Parisi Sanchez                                       | 1 064                                                        | 0,4                                                          |
|                                                              | Indépendant                                                  | William Benfer                                               | 868                                                          | 0,3                                                          |
| Total des votes                                              | Total des votes                                              | Total des votes                                              | 258 363                                                      | 100 %                                                        |
|                                                              | Les Démocrates prennent aux Républicains                     |                                                              |                                                              |                                                              |

### 2020
Le Représentant sortant, Jeff Van Drew, jusqu'alors Démocrate, devient Républicain
| Élection de 2016 du 2e district congressionnel du New Jersey | Élection de 2016 du 2e district congressionnel du New Jersey | Élection de 2016 du 2e district congressionnel du New Jersey | Élection de 2016 du 2e district congressionnel du New Jersey | Élection de 2016 du 2e district congressionnel du New Jersey |
| ------------------------------------------------------------ | ------------------------------------------------------------ | ------------------------------------------------------------ | ------------------------------------------------------------ | ------------------------------------------------------------ |
| Parti                                                        | Parti                                                        | Candidat                                                     | Votes                                                        | %                                                            |
|                                                              | Républicain                                                  | Jeff Van Drew (sortant)                                      | 195 526                                                      | 51,9                                                         |
|                                                              | Démocrate                                                    | Amy Kennedy                                                  | 173 849                                                      | 46,2                                                         |
|                                                              | Indépendant                                                  | Jenna Harvey                                                 | 4 136                                                        | 1,1                                                          |
|                                                              | Libertarien                                                  | Jesse Ehrnstrom                                              | 3 036                                                        | 0,8                                                          |
| Total des votes                                              | Total des votes                                              | Total des votes                                              | 376 547                                                      | 100 %                                                        |
|                                                              | Les Républicains conservent                                  |                                                              |                                                              |                                                              |

### 2022
| Primaire Républicaine de 2022 du 2e district congressionnel du New Jersey | Primaire Républicaine de 2022 du 2e district congressionnel du New Jersey | Primaire Républicaine de 2022 du 2e district congressionnel du New Jersey | Primaire Républicaine de 2022 du 2e district congressionnel du New Jersey | Primaire Républicaine de 2022 du 2e district congressionnel du New Jersey |
| ------------------------------------------------------------------------- | ------------------------------------------------------------------------- | ------------------------------------------------------------------------- | ------------------------------------------------------------------------- | ------------------------------------------------------------------------- |
| Parti                                                                     | Parti                                                                     | Candidat                                                                  | Votes                                                                     | %                                                                         |
|                                                                           | Républicain                                                               | Jeff Van Drew (sortant)                                                   | 35 843                                                                    | 86,0                                                                      |
|                                                                           | Républicain                                                               | John Baker                                                                | 3217                                                                      | 7,7                                                                       |
|                                                                           | Républicain                                                               | Sean Pignatelli                                                           | 2 601                                                                     | 6,2                                                                       |

| Primaire Démocrate de 2022 du 2e district congressionnel du New Jersey | Primaire Démocrate de 2022 du 2e district congressionnel du New Jersey | Primaire Démocrate de 2022 du 2e district congressionnel du New Jersey | Primaire Démocrate de 2022 du 2e district congressionnel du New Jersey | Primaire Démocrate de 2022 du 2e district congressionnel du New Jersey |
| ---------------------------------------------------------------------- | ---------------------------------------------------------------------- | ---------------------------------------------------------------------- | ---------------------------------------------------------------------- | ---------------------------------------------------------------------- |
| Parti                                                                  | Parti                                                                  | Candidat                                                               | Votes                                                                  | %                                                                      |
|                                                                        | Démocrate                                                              | Tim Alexander                                                          | 17 199                                                                 | 61,7                                                                   |
|                                                                        | Démocrate                                                              | Carolyn Rush                                                           | 10 667                                                                 | 38,3                                                                   |

| Élection de 2022 du 2e district congressionnel du New Jersey | Élection de 2022 du 2e district congressionnel du New Jersey | Élection de 2022 du 2e district congressionnel du New Jersey | Élection de 2022 du 2e district congressionnel du New Jersey | Élection de 2022 du 2e district congressionnel du New Jersey |
| ------------------------------------------------------------ | ------------------------------------------------------------ | ------------------------------------------------------------ | ------------------------------------------------------------ | ------------------------------------------------------------ |
| Parti                                                        | Parti                                                        | Candidat                                                     | Votes                                                        | %                                                            |
|                                                              | Républicain                                                  | Jeff Van Drew (sortant)                                      | 139 217                                                      | 58,9                                                         |
|                                                              | Démocrate                                                    | Tim Alexander                                                | 94 522                                                       | 40,0                                                         |
|                                                              | Libertarien                                                  | Michael Gallo                                                | 1825                                                         | 0,8                                                          |
|                                                              | Indépendant                                                  | Anthony Parisi Sanchez                                       | 920                                                          | 0,4                                                          |
| Total des votes                                              | Total des votes                                              | Total des votes                                              | 236 484                                                      | 100 %                                                        |
|                                                              | Les Républicains conservent                                  |                                                              |                                                              |                                                              |

### 2024
| Primaire Républicaine de 2024 du 2e district congressionnel du New Jersey | Primaire Républicaine de 2024 du 2e district congressionnel du New Jersey | Primaire Républicaine de 2024 du 2e district congressionnel du New Jersey | Primaire Républicaine de 2024 du 2e district congressionnel du New Jersey | Primaire Républicaine de 2024 du 2e district congressionnel du New Jersey |
| ------------------------------------------------------------------------- | ------------------------------------------------------------------------- | ------------------------------------------------------------------------- | ------------------------------------------------------------------------- | ------------------------------------------------------------------------- |
| Parti                                                                     | Parti                                                                     | Candidat                                                                  | Votes                                                                     | %                                                                         |
|                                                                           | Républicain                                                               | Jeff Van Drew (sortant)                                                   | 41 749                                                                    | 99,9                                                                      |

| Primaire Démocrate de 2024 du 2e district congressionnel du New Jersey | Primaire Démocrate de 2024 du 2e district congressionnel du New Jersey | Primaire Démocrate de 2024 du 2e district congressionnel du New Jersey | Primaire Démocrate de 2024 du 2e district congressionnel du New Jersey | Primaire Démocrate de 2024 du 2e district congressionnel du New Jersey |
| ---------------------------------------------------------------------- | ---------------------------------------------------------------------- | ---------------------------------------------------------------------- | ---------------------------------------------------------------------- | ---------------------------------------------------------------------- |
| Parti                                                                  | Parti                                                                  | Candidat                                                               | Votes                                                                  | %                                                                      |
|                                                                        | Démocrate                                                              | Joe Salerno                                                            | 14 060                                                                 | 38,2                                                                   |
|                                                                        | Démocrate                                                              | Tim Alexander                                                          | 13 621                                                                 | 37,0                                                                   |
|                                                                        | Démocrate                                                              | Carolyn Rush                                                           | 7836                                                                   | 21,3                                                                   |
|                                                                        | Démocrate                                                              | Rodney A. Dean Sr.                                                     | 1235                                                                   | 3,3                                                                    |

| Élection de 2024 du 2e district congressionnel du New Jersey | Élection de 2024 du 2e district congressionnel du New Jersey | Élection de 2024 du 2e district congressionnel du New Jersey | Élection de 2024 du 2e district congressionnel du New Jersey | Élection de 2024 du 2e district congressionnel du New Jersey |
| ------------------------------------------------------------ | ------------------------------------------------------------ | ------------------------------------------------------------ | ------------------------------------------------------------ | ------------------------------------------------------------ |
| Parti                                                        | Parti                                                        | Candidat                                                     | Votes                                                        | %                                                            |
|                                                              | Républicain                                                  | Jeff Van Drew (sortant)                                      | TBD                                                          | TBD                                                          |
|                                                              | Démocrate                                                    | Joe Salerno                                                  | TBD                                                          | TBD                                                          |
|                                                              | Vert                                                         | Thomas Cannavo                                               | TBD                                                          | TBD                                                          |
| Total des votes                                              | Total des votes                                              | Total des votes                                              | TBD                                                          | 100 %                                                        |
|                                                              |                                                              |                                                              |                                                              |                                                              |